# أبو عبد الله محمد الأول الزياني
 أبو عبد الله محمد الأول  سلطان الدولة الزيانية الرابع عشر بتلمسان.:230 الملقب بالواثق بالله والشهير بابن خولة نسبة لأمه.

## اسمه ونسبه
أبو عبد الله محمد الواثق بالله بن أبي حمو موسى بن أبي يعقوب يوسف بن أبي زيد عبد الرحمن بن أبي زكريا يحي بن يغمراسن بن زيان العبدوادي الزناتي.

## حكمه
بويع بتلمسان سنة 804 هـ 1402 م. وقد ثار على أخيه السلطان أبي عبد الله محمد الأول بدعم من بني مرين. وكان السلطان السابق قد بدأت أمور الدولة تستقر له بعد مرور ثلاث سنوات من ملكه، فانقلب عليه بنو مرين كما هي عادتهم بعد أن كانوا حلفاءه.:229
عرفت فترة حكمه استقرارا سياسيا وعودة النشاط العلمي والأدبي والهدوء الاجتماعي لتلمسان. وعرف السلطان أبو عبد الله الأول بشغفه بالعلوم والفنون وحبه للعلماء.

## وفاته
توفي يوم الثلاثاء السابع من ذي القعدة سنة 813 هـ، الثالث من مارس سنة 1411 م ومدة حكمه تسع سنوات وتولى بعده ابنه عبد الرحمن بن محمد، و كتبت على شاهد قبره القصيدة التالية::210
| سبقه أبو محمد عبد الله الأول | الدولة الزيانية | تبعه عبد الرحمن بن أبي عبد الله محمد الأول |